# Sugar (album Robin Schulz)
Sugar è il secondo album in studio del DJ tedesco Robin Schulz, pubblicato il 25 settembre 2015.

## Tracce
1. Headlights (feat. Ilsey) – 3:29
2. Sugar (feat. Francesco Yates) – 3:39
3. Heatwave (feat. Akon) – 3:07
4. Yellow (con Disciples) – 3:36
5. Show Me Love (con Judge) – 4:15
6. Love Me Loud (con M-22 featuring Aleesia) – 3:35
7. Pride (con soFLY and Nius) – 3:04
8. Find Me (con HEYHEY) – 3:17
9. Titanic – 3:41
10. This Is Your Life – 3:27
11. Save Tonight (con MOGUAI featuring Solamay) – 3:36
12. 4 Life (feat. Graham Candy) – 3:15
13. Wave Goodbye (con Henri Pfr featuring Jeffrey Jey) – 3:16
14. World Turns Grey (con HEYHEY featuring Princess Chelsea) – 3:52
15. Moonlit Sky (con Moby & The Void Pacific Choir) – 3:08